# Rodrigo de Yepes
Fray Rodrigo de Yepes fue un monje jerónimo y escritor español del último tercio del siglo XVI. 

## Biografía
Poco se sabe sobre él. Muy probablemente era natural del pueblo toledano de Yepes, como consta en su nombre religioso, pues sus obras muestran conexión con la provincia castellana. Fue profesor y predicador del monasterio de San Jerónimo el Real de Madrid y corrigió y ordenó el Tractado y plática de la ciudad de Toledo a sus vecinos afligidos en que se muestra cómo los males de pena que padecemos son por nuestros pecados. Y cómo se han de haber los discretos siervos de Dios en el trabajo, obra que había dejado póstuma Alejo Venegas y que él imprimió en su monasterio en 1583. Escribió además una obra antisemita, la Historia de la muerte y glorioso martirio del santo inocente que llaman de La Guardia... (1583) y una biografía de la visigoda Santa Florentina que contiene transcripciones de inscripciones epigráficas romanas encontradas en Écija. Asimismo compuso un descripción de Palestina que podía ser útil para peregrinos.

## Algunas de sus obras
- Tractado y descripcion breue y compendiosa de la tierra sancta de Palestina : Especialmente quanto a los lugares de que ay mencion en las diuinas letras, y que mas pertenecen a la historia de la vida y muerte de nuestro redemptor Iesu Christo Madrid: Juan Íñiguez de Lequerica, 1583.
- Historia de la muerte y glorioso martirio del santo inocente que llaman de La Guardia, natural de Toledo. Con las cosas procuradas antes por ciertos Iudíos hasta que al sancto inocente crucificaron, y lo succedido después. Con otros tratados de mucha doctrina y provecho...  San Jerónimo el Real de Madrid: Juan Íñiguez de Lequerica, 1583.
- Historia de la gloriosa virgen Santa Florentina hermana de San Leandro y de San Isidoro arçobispos de Sevilla y de San Fulgencio obispo de Écija en que se replican muchas antigüedades de España, y otras cosas de varia doctrina. Y una genealogía cumplida de los Reyes de España, trayda desde antes de Sancta Florentina hasta agora. Madrid: Juan Íñiguez de Lequerica, 1584.